# Colossus

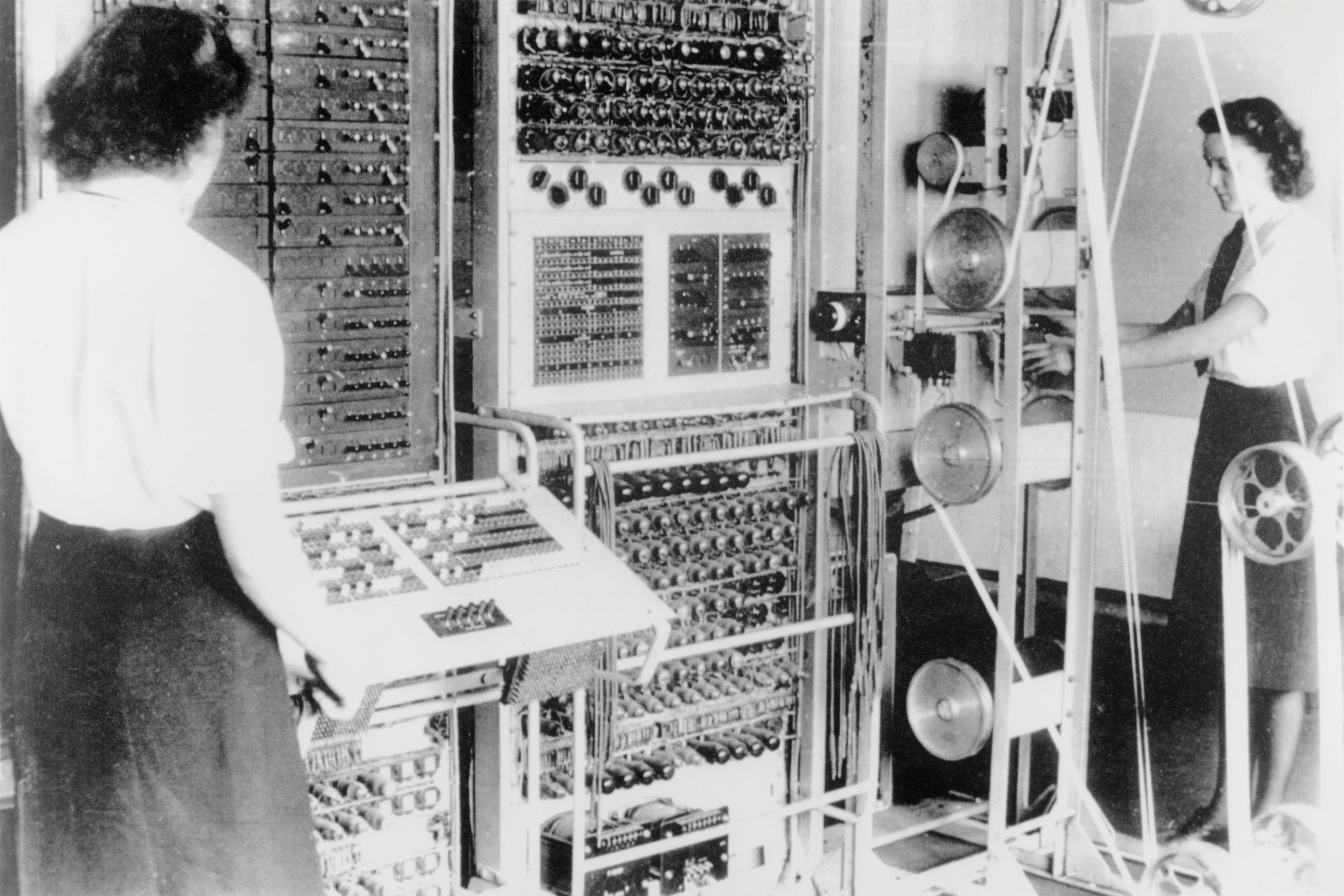
Colossus Mark II hier bedient von den beiden „Wrens“ Dorothy Du Boisson (links) und Elsie Booker (1943).

Colossus (Plural: Colossi) war ein früher digitaler Röhrencomputer, der in England während des Zweiten Weltkriegs speziell zur Dechiffrierung von geheimen Nachrichten des deutschen Militärs gebaut wurde. Mit seiner Hilfe wurde ab 1943 in Bletchley Park die Entzifferung der deutschen Lorenz-Schlüsselmaschine (SZ 42) möglich.

## Geschichte

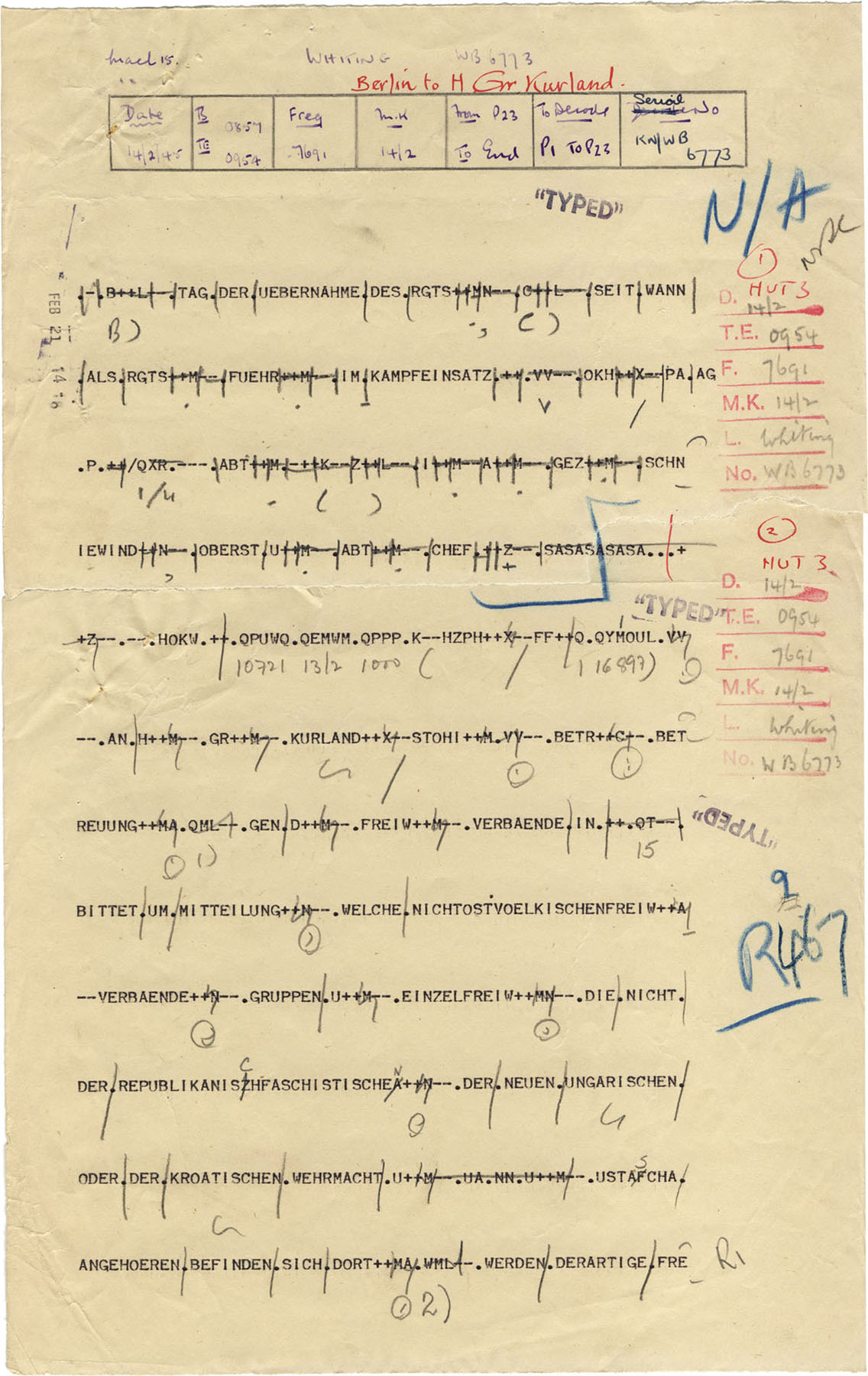
Ein von Berlin an die Heeresgruppe Kurland am 14. Februar 1945 mithilfe der Lorenz-Schlüsselmaschine verschlüsselt gesendetes Funkfernschreiben, das in B.P. als Tunny-Nachricht entziffert wurde.

Die Verschlüsselungsmethode – Erzeugung von Pseudozufallszahlen und exklusive Veroderung – wurde durch einen schwerwiegenden Fehler eines Wehrmachtssoldaten bereits bei einem der ersten Erprobungsversuche erkannt: Eine etwa 4000 Zeichen lange Nachricht wurde mit leicht unterschiedlichem Text, jedoch mit derselben Pseudozahlenfolge zweimal übertragen, was streng verboten war.
Die Deutschen verwendeten einen täglich wechselnden Schlüssel, der unterschiedliche Zahlenfolgen erzeugte. Jede Nachricht musste daher getrennt entziffert werden. Eine manuelle Dechiffrierung einer Nachricht nahm mehrere Tage bis Wochen in Anspruch. Die enthaltene Information war dann in der Regel wertlos. Der Entwurf der Maschine stammte, aufbauend auf Ideen zu einer universellen Maschine von Alan Turing, von Max Newman, der erkannte, dass die Entzifferung mit Maschinenhilfe wesentlich beschleunigt werden kann. Gebaut wurde die Maschine von Tommy Flowers im Forschungszentrum der britischen Post in Dollis Hill.

## Aufbau und Leistungsfähigkeit
Colossus bestand zunächst (1943) aus 1500 Röhren, später aus 2500. Bei einer Leistungsaufnahme von 4500 W konnte die Maschine erstaunliche 5000 Zeichen (à 5 Bit) pro Sekunde verarbeiten. Der Speicher bestand aus 5 Zeichen von je 5 Bit in Schieberegistern. Die Zeichen wurden photoelektrisch von einem Lochstreifen gelesen, die Lochreihe in der Streifenmitte erzeugte den Takt, bei 5000 Zeichen/sek also 200 µs. Innerhalb eines Taktes konnten etwa 100 Boolean-Operationen auf jeder der fünf Lochreihen und anschließend auf einer Zeichenmatrix parallel durchgeführt werden. Die Treffer wurden dann gezählt.
Zwischen 1943 und 1946 wurden insgesamt zehn Geräte gebaut. Colossus erlaubte die Entzifferung einer Nachricht innerhalb weniger Stunden.
Colossus gilt als der erste große Elektronenrechner (Röhrenrechner). Der Spezialrechner entstand vor dem riesigen amerikanischen Röhrenrechner ENIAC, aber nach dem kleinen elektronischen Atanasoff-Berry-Computer. Colossus kam nicht gegen die Enigma zum Einsatz.

## Erster großer Elektronenrechner
Colossus war kein speicherprogrammierbarer Rechner, sondern konzipiert als Spezialrechner für den Bruch von „Tunny“-Nachrichten. Er wurde über Kabelverbindungen und Schalter programmiert. Seine Existenz wurde bis in die 1970er Jahre geheim gehalten. Als Nachfolger können die ersten speicherprogrammierbaren Digitalrechner der Universitäten Manchester und Cambridge aufgefasst werden.

## Nachbau durch Tony Sale

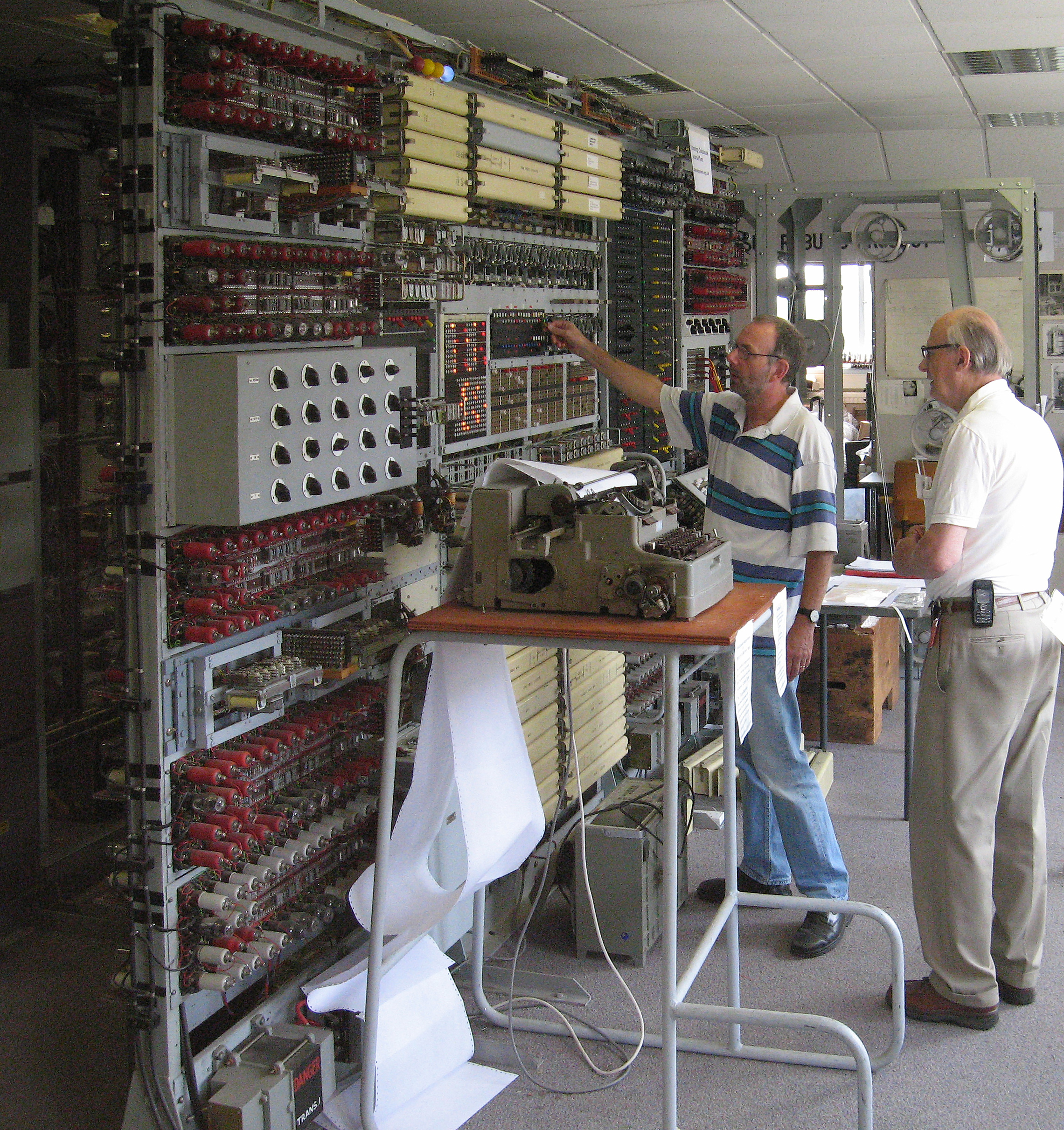
Tony Sale (rechts) im Jahr 2006 bei einer Entzifferung mit der fertiggestellten Maschine.

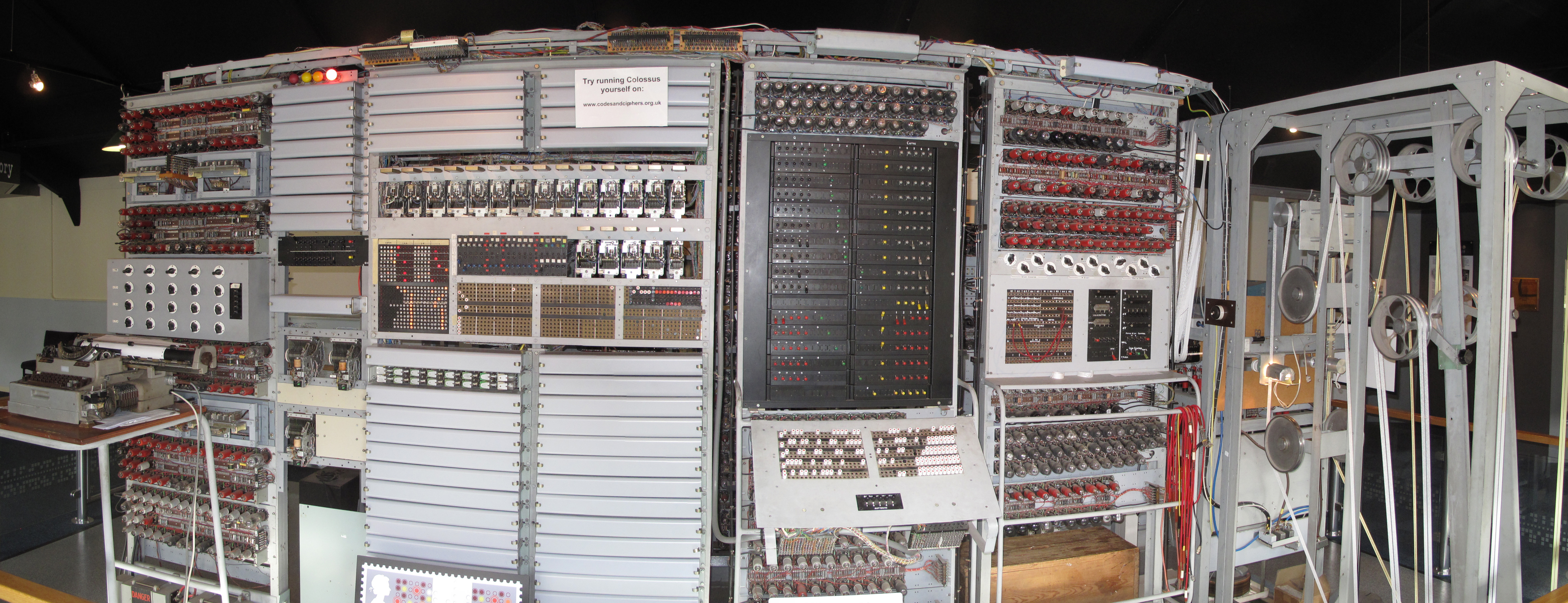
Gesamtansicht des Colossus-Nachbaus (2015)

Erst 1970 wurde die Existenz von Colossus öffentlich bekannt. Ab 1990 baute Tony Sale, Ingenieur und ehemaliger Mitarbeiter des Nachrichtendienstes MI5, den Colossus für das Computermuseum in Bletchley Park nach. Am 6. Juni 1996 hatte er seinen ersten erfolgreichen Lauf. Zur offiziellen Einweihung des Gerätes am 16. November 2007 sandten deutsche Funkamateure einen mit einer originalen Lorenz-Maschine verschlüsselten Text. Colossus „knackte“ die Nachricht in drei Stunden und 35 Minuten, sie enthielt eine Einladung zu einer Ausstellung mit historischen Computern im Heinz Nixdorf MuseumsForum, Paderborn. Die Entzifferung verzögerte sich um rund 45 Minuten, da eine der 2400 Röhren des Rechners geplatzt war. Im parallel zur Übertragung veranstalteten Wettbewerb gelang es einem Funkamateur, das Signal mit der Antenne seines Clubs aufzufangen, akustisch zu bearbeiten und es mit einem Laptop unter FreeBSD schließlich in 46 Sekunden zu entziffern.
Der Nachbau des Colossus ist im National Museum of Computing in Bletchley Park zu besichtigen.

## Colossus – der Film
1970 entstand der Science-Fiction-Thriller Colossus: The Forbin Project nach einem Roman von Dennis Feltham Jones. Er bezieht sich zwar nicht ausdrücklich auf seinen älteren Namensvetter, dennoch sind Parallelen erkennbar: Ein gigantischer Supercomputer, eingebettet in das Innere eines Berges, soll helfen, den Weltfrieden zu sichern. Professor Forbin (dargestellt von Eric Braeden), der geniale Entwickler des Computergiganten, welcher sogar einen Nuklearkrieg überstehen soll, rechnet nicht mit dem gefahrvollen Potential seiner Kreation.

## Vergleich mit anderen frühen Computern
| Computermodell           | Land        | Inbetriebnahme | Gleitkomma- arithmetik | Binär | Elektronisch | Programmierbar                  | Turingmächtig                  |
| ------------------------ | ----------- | -------------- | ---------------------- | ----- | ------------ | ------------------------------- | ------------------------------ |
| Zuse Z3                  | Deutschland | Mai 1941       | Ja                     | Ja    | Nein         | Ja, mittels Lochstreifen        | über Umwege, nie genutzt       |
| Atanasoff-Berry-Computer | USA         | Sommer 1941    | Nein                   | Ja    | Ja           | Nein                            | Nein                           |
| Colossus                 | UK          | 1943           | Nein                   | Ja    | Ja           | Teilweise, durch Neuverkabelung | Nein                           |
| Mark I                   | USA         | 1944           | Nein                   | Nein  | Nein         | Ja, mittels Lochstreifen        | Ja                             |
| Zuse Z4                  | Deutschland | März 1945      | Ja                     | Ja    | Nein         | Ja, mittels Lochstreifen        | keine bedingte Sprunganweisung |
| Zuse Z4                  | Deutschland | um 1950        | Ja                     | Ja    | Nein         | Ja, mittels Lochstreifen        | Ja                             |
| ENIAC                    | USA         | 1946           | Nein                   | Nein  | Ja           | Teilweise, durch Neuverkabelung | Ja                             |
| ENIAC                    | USA         | 1948           | Nein                   | Nein  | Ja           | Ja, mittels Widerstandsmatrix   | Ja                             |